# Rosencrantz & Guildenstern Are Dead (film)
Rosencrantz & Guildenstern Are Dead is een Britse film uit 1990. Het is een verfilming van het gelijknamige toneelstuk Rosencrantz and Guildenstern Are Dead uit 1966 van Tom Stoppard, die ook zelf de film regisseerde. Het verhaal gaat over twee bij-personages van het toneelstuk Hamlet van William Shakespeare, Rosencrantz en Guildenstern. Het verhaal staat gelijk aan het verhaal van Hamlet, maar wordt bekeken vanaf de kant van Rosencrantz en Guildenstern.

## Rolverdeling
| Acteur           | Personage         |
| ---------------- | ----------------- |
| Gary Oldman      | Rosencrantz       |
| Tim Roth         | Guildenstern      |
| Richard Dreyfuss | de leading player |
| Iain Glen        | Hamlet            |
| Joanna Miles     | Gertrude          |
| Donald Sumpter   | koning Claudius   |

## Verhaal
De niet zo snuggere Rosencrantz en de slimme Guildenstern zijn op weg naar Elsinore, maar weten eigenlijk niet waarom ze hiernaartoe reizen. Wanneer Rosencrantz een munt vindt en hiermee begint te tossen, komt deze altijd op ‘kop’ terecht. Ook met andere munten wordt steeds ‘kop’ gegooid. Guildenstern, die een stuk slimmer is dan zijn vriend, concludeert dat er iets mis is met de realiteit, en ze besluiten verder te reizen. Onderweg komen ze een karavaan met toneelspelers tegen. Ze raken aan de praat met de hoofdrolspeler en komen opeens bij het Deense hof terecht. De koning van Denemarken, koning Claudius, oom en stiefvader van Hamlet, heeft gemerkt dat er iets mis is met Hamlets gedrag. Hij geeft Rosencrantz en Guildenstern de opdracht uit te zoeken wat er aan de hand is met Hamlet. Het verhaal speelt zich buiten de scènes van het verhaal van Hamlet af en is dus volledig geconcentreerd op Rosencrantz en Guildenstern, die proberen uit te zoeken wat er aan de hand is met Hamlet. Hamlet vraagt aan de toneelspelers hem te helpen een stuk voor te dragen voor zijn oom, waarin de dood van zijn vader wordt nagespeeld (koning Claudius heeft namelijk Hamlets vader vermoord). Hamlet wordt naar Engeland gestuurd en Rosencrantz en Guildenstern gaan met hem mee. Guildenstern moet een lastbrief aan het Engelse hof leveren waarin het executiebevel voor Hamlet zit. Rosencrantz en Guildenstern lezen deze brief en willen natuurlijk hun vriend niet uitleveren. Hamlet komt erachter wat er in de brief staat, en verruilt deze met een nieuwe brief met een executiebevel voor Rosencrantz en Guildenstern. Wanneer het schip wordt aangevallen door piraten, ontsnapt Hamlet. Het verhaal eindigt als de toneelspelers de brief met het executiebevel voor Rosencrantz en Guildenstern in handen krijgen, en de twee ophangen.

## Prijzen
De film kreeg gematigd positieve reacties. De film won tijdens het Filmfestival van Venetië een Gouden Leeuw. Ook ontving Gary Oldman een nominatie voor een Independent Spirit Award als Best Leading Male.

## Dvd
De film werd in 2005 op dvd uitgebracht, waarop als extra's interviews met Gary Oldman, Tim Roth, Richard Dreyfuss en Tom Stoppard staan.